# Филип Манолов
Филип Манолов Петров е български просветен деец от късното Българско възраждане в Македония.

## Биография
Филип Манолов е роден в 1879 година в кайлярското село Дебрец, тогава в Османската империя, днес Анарахи, Гърция. Учи в Дебрец, Емборе и Битоля. През 1898 година завършва с първия випуск Скопското българско педагогическо училище. От 1899 година учи педагогика в Йена (до 1900), София и философия и педагогика в Берн (до 1904). От 1904 до 1909 година е учител в София - в Първа софийска гимназия и в Духовната семинария. През 1909 - 1913 година е последен директор на Сярското българско педагогическо училище. Седемнадесет години (с прекъсвания) от 1920 до 1938 година е главен секретар в Министерството на народното просвещение.
На 23 април 1913 година, в навечерието на Междусъюзническата война, заедно с още 13 души от тези околии подписва „Мемоар от костурско-леринско-кайлярската емиграция в София“, в който се твърди, че Македония е българска област и се настоява за пръсъединяване на Костурско, Леринско и Кайлярско към България. В „Мемоара“ се казва:
| „ | Ако Крит с цената на своите епически борби, си извоюва отдавна правото да бъде неразделна част от гръцкото отечество и Гърция никога и за нищо не би се отрекла от него, то нашият роден край е запачетал своето единство с България чрез страданията и сълзите на едно измъчено население, чрез кръвта на хиляди, пролята в името на българската национална идея. И днес, когато българското племе даде нови, скъпи жертви за съкрушение на вековния общ враг на балканските народи, България има повелителен дълг да събере всички български земи, да не се пожертвува нито един кът от тях, толкоз повече от ония, които през толкоз изпитания високо са държали знамето на народния идеал. | “ |

В 1913 година е изпратен от Министерството на просвещението в Струмица, за да види дали там не може да се открие девическа гимназия, която да наследи Солунската. Манолов докладва, че в полуопожарения град това към този момент не е възможно и е назначен за директор на новооткритата гимназия в Радомир.
Дългогодишен председател е на Емборското благотворително братство. В 1932 година е избран за подпредседател на Националния комитет на македонските братства. На 9 май 1942 година е избран за първи председател на Управителния съвет на Съюза на македонските емигрантски организации.
Умира в София в 1969 година.